# Вернер Гассенпфлюг
Вернер Гассенпфлюг (нім. Werner Hassenpflug; 23 серпня 1901 — 12 вересня 1976, Детмольд) — німецький міністерський і залізничний чиновник. Кавалер Лицарського хреста Хреста Воєнних заслуг.

## Біографія
Гассенпфлюг вивчав право і після здачі другого державного іспиту в 1930 році вступив в дирекції Імперської залізниці Вупперталя. 1 листопада 1931 року вступив в НСДАП (квиток №707 426), також був членом СА. В 1932 році очолив відділ кадрів дирекції Імперської залізниці Альтони (з 1937 року — Гамбурга). 1 грудня 1938 року переведений в управління Імперського автобану, в 1940 році — в Імперське міністерство транспорту. 1 січня 1942 року очолив відділ кадрів міністерства і був зарахований в раду директорів Імперської залізниці. 1 липня 1944 року очолив управління внутрішнього судноплавства. Після Другої світової війни до виходу на пенсію працював в Bayern Express — дочірній компанії Федеральної залізниці, яка здійснювала автобусні маршрути між Західним Берліном і ФРН.

## Нагороди
- Хрест Воєнних заслуг 2-го і 1-го класу
- Лицарський хрест Хреста Воєнних заслуг (12 серпня 1944)